# Zigera stellata
Zigera stellata là một loài bướm đêm trong họ Noctuidae.